# Тверитиновы
Тверитиновы — дворянский род.
Потомство представленного в Общем гербовнике дворянских родов Всероссийской империи Ивана Ивановича Тверитинова, жалованного поместьем (1671) и крестьянами — одна из ветвей рода. Фактически древний дворянский род Тверитиновых (ударение на первое «и») восходит к 1-й половине XVI века. Наиболее древние представители рода упоминаются в Новгородских берестяных грамотах XV века [3].

## Описание герба
В щите, разделённом на две части изображены: в верхней в голубом поле крестообразно шпага и стрела остриями вверх обращённые, а в нижней в золотом поле рог изобилия с цветами.
На щите дворянский коронованный шлем. Намёт на щите голубой, подложенный золотом. Герб рода Тверитиновых внесён в Часть 10 Общего гербовника дворянских родов Всероссийской империи, стр. 68.

## Известные представители
- Тверитинов Фёдор Андреевич — дьяк (1692)[2].
- Тверитинов Семён Васильевич — поручик С-Петербургского гренадёрского полка, погиб в сражении при Выдукли (24 марта 1831)[1].
- Тверитинов Кондратий Иванович, — сын боярский, погиб, защищая Рязань от ногайских татар во время их набегов зимой 1551—1552 годов, помещён в «Синодик по убиенных во брани» для вечного поминовения [4].
- Тверитинов Иван Фёдорович — посол в Ногаи с февраля 1557 по 1561 годы [5].
- Тверитинов, Алексей Владимирович (1742, родовое рязанское имение Гласково —1798, Севастополь) — генерал-майор морского ведомства Российской империи, участник Русско-турецкой войны 1768—1774 гг., присоединения к Российской империи Крыма, основания и строительства Севастополя, создания Черноморского флота [6].
- Тверитинов Иван Гаврилович (1759 — не ранее 1825) — в разные годы казанский уездный предводитель дворянства [7].
- Тверитинов Фёдор Алексеевич (до 1793 — 7. 06. 1851) — полковник морского ведомства Российской империи, участник Второй Архипелагской экспедиции, Георгиевский кавалер; сын Алексея Владимировича Тверитинова [8].
- Тверитинов Николай Алексеевич (1809 — ?) — генерал-майор морского ведомства Российской империи, преподаватель Морского кадетского корпуса [9].
- Тверитинов, Сергей Алексеевич (1820—1885) — генерал-лейтенант морского ведомства Российской империи, участник Крымской войны 1853-56 годов (Синопского сражения и обороны Севастополя); брат Николая Алексеевича Тверитинова.
- Тверитинов Алексей Павлович (1842 — после 1898) — генерал-майор (с 1898), участник присоединения к России территорий Средней Азии, кавалер 7 боевых орденов, начальник и одновременно Городской голова города Ташкента (1892—1898) [11].
- Тверитинов, Евгений Павлович (1850—1920) — офицер Российского императорского флота, специалист по минной и корабельной электротехнике, генерал-майор морского ведомства; правнук Алексея Владимировича Тверитинова.
- Тверитинов Александр Николаевич (1879, рязанское имение Альяшево — 1941, Ташкент) — полковник, последний командир 140-го пехотного Зарайского полка Русской императорской армии, участник Русско-японской и Первой мировой войн, Георгиевский кавалер [12].
- Тверитинов Михаил Иванович (1887, родовое рязанское имение Танинское — 1932, Раненбург) — участник Первой мировой войны, кавалер боевых орденов, деятель народного образования, профессор Смоленского педагогического института, председатель правления (ректор) Раненбургского педагогического института [13].
- Тверитинов Александр Александрович (1897, Рязанская губ. — 1942) — участник Первой мировой войны и Гражданской войны на стороне белых в армии П. Н. Врангеля, эмигрант, общественный и политический деятель русского зарубежья, публицист, руководитель парижской эмигрантской организации «Союз возвращения на Родину» [14].
- Тверитинов Алексей Михайлович (25. 06 ст. ст. 1910, г. Раненбург, Рязанской губ. — 1946) — садовод-селекционер, один из создателей казанской научной школы селекционеров и основатель селекции косточковых культур на территориях Татарстана (Татарской АССР), автор районированных сортов вишни и сливы, в том числе внесённых в Государственный реестр селекционных достижений (вишни «Тверитиновская», «Заря Татарии», «Нижнекамская», слива «Теньковская синяя»); сын Михаила Ивановича Тверитинова [15].
- Тверитинов Алексей Дмитриевич (род. 2. 10. 1951 г. в Рязани) — архитектор, член Союза архитекторов России, изобретатель (имеет знак «Изобретатель СССР»), генеалог, историк рода, член Союза писателей России; внук Михаила Ивановича Тверитинова, племянник Алексея Михайловича Тверитинова, двоюродный племянник Александра Александровича Тверитинова [16].